# Eduardo Ismael dos Santos de Andrea
Eduardo Ismael dos Santos de Andrea (Lisboa, Pena, 10 de Novembro de 1879 - Lisboa, 15 de Fevereiro de 1937) foi um matemático, astrónomo, professor universitário e publicista português.

## Biografia
Era filho do Oficial da Armada e Professor de Astronomia da Escola Naval Álvaro José de Sousa Soares de Andrea e de sua mulher Leopoldina dos Santos e neto paterno de Tomás José de Sousa Soares de Andrea, irmão do Barão de Caçapava, e de sua mulher Maria Hedviges da Graça Torres.
Pensou continuar a tradição familiar seguindo para a Marinha de Guerra, mas uma acentuada miopia não o deixou entrar, como pretendia, na Escola Naval. Voltando à Escola Politécnica de Lisboa, terminou o curso de Matemática e iniciou a sua vida oficial como Aluno Astrónomo do Observatório Astronómico de Lisboa, na Tapada da Ajuda, onde trabalhou com César Augusto de Campos Rodrigues e Frederico Augusto Oom.
Depois de concurso de provas públicas, foi nomeado, em Outubro de 1901, Professor do 5.º Grupo do Liceu Nacional de Bragança, tendo, em 1903, sido transferido, a seu pedido, para o Liceu de Vila Real.
Em 1903, foi nomeado, após concurso de provas públicas, Repetidor de Matemática da Escola Politécnica de Lisboa, sendo colocado na 2.ª Cadeira, de Cálculo Diferencial e Integral, da qual era Lente Proprietário Augusto José da Cunha.
Em Janeiro de 1906, novamente a seu pedido, foi colocado no Liceu Central de Lisboa, da 3.ª Zona Escolar, o chamado Liceu da Lapa, mais tarde denominado Liceu Pedro Nunes.
Com a prestação de novas provas públicas, em Janeiro de 1911, foi designado Professor Extraordinário da Faculdade de Ciências da Universidade de Lisboa, tendo apresentado nesse concurso a Tese intitulada: Análise de algumas hipóteses cosmogónicas. Em 1913, foi nomeado Professor Ordinário da Faculdade de Ciências da Universidade de Lisboa, lugar que ocupou até à data da sua morte. Regeu, também, as cadeiras de Cálculo Infinitesimal e Análise Superior, cujas lições publicou em 1914.
Na Astronomia, começou a auxiliar o Prof. Doutor Pedro José da Cunha, que, com os maiores esforços, tentara restaurar o antigo Observatório da Escola Politécnica de Lisboa, com o qual, seguidamente, permutou, assumindo a Regência da IV.ª cadeira, de Astronomia e Mecânica Celeste. No desejo de interessar o público pela Astronomia, fundou a Sociedade Astronómica de Portugal, promovendo, assim a divulgação dos conhecimentos astronómicos. Conseguiu, também, a colaboração de amadores para o estudo dos problemas da Astrofísica.
Pertenceu ao Corpo Docente da Escola Normal Superior, no período de 13 de Novembro de 1915 até à sua extinção em 1930, e ali regeu a cadeira de Metodologia Geral das Ciências Matemáticas. Foi Secretário desta Escola de 26 de Novembro de 1915 a Junho de 1930, data em que foi nomeado Director, lugar que ocupou até à extinção da Escola.
Pertenceu ao Conselho Superior de Instrução Pública e foi Membro do Senado da Universidade de Lisboa.
Em 1921, por sua sugestão, o Conselho da Faculdade de Ciências da Universidade de Lisboa apresentou ao Governo a proposta para que fosse criado o Curso de Engenheiro Geógrafo, como complemento da Licenciatura em Ciências Matemáticas.
Aquando do Doutoramento Honoris Causa de Carlos Viegas Gago Coutinho e Artur de Sacadura Freire Cabral na Universidade de Lisboa, foi encarregado do elogio público dos homenageados.
Por Jubilamento do Prof. Luís Cabral e Sousa Teixeira de Morais, foi designado Encarregado da Regência da Cadeira de Álgebra Superior, Geometria Analítica e Trigonometria Esférica, que ensinou de 1926 até 1935.
Foi transferido, em Janeiro de 1931, para o Liceu Camões, onde permaneceu até à data do seu falecimento.
Tomou parte em diversos congressos científicos, tais como o Congresso Luso-Espanhol para o Avanço das Ciências, da União Internacional Geodésica e Geofísica e outros, tendo, no Congresso Luso-Espanhol de Barcelona, feito o discurso inaugural da Secção de Astronomia, Geodésia e Geofísica.
Casou com Hilda de Carvalho (Lisboa, São Nicolau - ?) e foi pai do Coronel Mário de Carvalho de Andrea, Comendador da Ordem Militar de São Bento de Avis a 15 de Junho de 1962.
A Rua Professor Santos Andrea, em Lisboa, recebeu o seu nome.

### Obras publicadas
Publicou, além de livros de Matemática, Geometria e Trigonometria para o Ensino Liceal, os seguintes trabalhos científicos: 
- Análise de algumas hipóteses cosmogónicas, 1911[1]
- O que é e para que serve a Matemática, XI.ª lição proferida em 4 de Maio de 1912[1]
- Análise Matemática, in Revista de Ensino Médio e Profissional, anos 1913 a 1916[1]
- Apontamentos de análise superior - Lições feitas aos alunos da Faculdade de Ciências, 1.º fascículo, 1914[1]
- Observations de l'éclipse de lune 1914 Mars 14 à l'Observation de la Faculté des Sciences (Lisbonne), Separata dos Arquivos da Universidade de Lisboa, Vol. I, 1914[1]
- Sur les conditions d'éqilibre relatif d'une masse fluide, Separata dos Arquivos da Universidade de Lisboa, Vol. II, 1915[1]
- Curso de Astronomia, professado na Faculdade de Ciências da Universidade de Lisboa, nos anos de 1915-1916, lições coligidas pelos alunos do referido curso S. Pereira e J. M. Caeiro[1]
- Curso de Astronomia e Geodésia, professado na Faculdade de Ciências da Universidade de Lisboa, nos anos de 1922-1923, lições coligidas por um aluno[1]
- Mecânica Celeste e Complementos de Geodésia, lições professadas na Faculdade de Ciências da Universidade de Lisboa nos anos de 1922-1923, coligidas pelo licenciado Francisco Leite Pinto[1]
- Lições de Álgebra Superior, professadas na Faculdade de Ciências da Universidade de Lisboa nos anos de 1926-1927, coligidas pelos licenciados Francisco Leite Pinto e José Cohen Viana[1]
- Lições de Álgebra Superior, Geometria Analítica e Trigonometria Esférica, professadas na Faculdade de Ciências da Universidade de Lisboa nos anos de 1928-1929[4]
- Discurso inaugural de la Sección 2.ª - Ciências Astronómicas, Geofísicas y Geográficas - Congresso de Barcelona Associación Española para el progresso de las Ciencias em 1929[2]
- Memória sobre a reforma do Calendário, apresentada pela Comissão Nacional de Estudo nomeada pelas portarias de 4 e 19 de Novembro de 1930[2]
- Resumo das lições de Astronomia professadas na Faculdade de Ciências da Universidade de Lisboa, nos anos de 1933-34, lições coligidas pela aluna D. Maria Rosa Pessoa Lobato Cortezão[2]
- Apontamentos de Álgebra Superior, Geometria Analítica e Trigonometria Esférica, com exercícios e respectivas soluções, nos anos de 1934-35[2]
- Lições de Astronomia, nos anos de 1934-35, coligidas pelo aluno José Palma Cabral Madeira[2]
- A IV Cadeira e os seus professores, volume IV da Escola Politécnica de Lisboa - publicação comemorativa do 1.º Centenário da Escola Politécnica de Lisboa (1837-1937)[2]

Colaborou e vários jornais e revistas das especialidades.